# Kristina Lagerström
Kristina Lagerström, född 1968, är en svensk ekonomijournalist.
Lagerström växte upp i Landskrona och inledde journalistkarriären på Nordvästra Skånes Tidningar. År 1988 började hon på Dagens Industri.
Lagerström började på SVT år 1993 för att arbeta med A-ekonomi. Hon var chef för A-ekonomi 1997–2003. Hon har därefter varit verksam på SVT:s nyhetsredaktion, bland annat med granskande ekonomireportage och som ekonomikommentator.

## Uppmärksammade reportage
- Direktörslönerna, tre reportage i Uppdrag granskning, 2006, med Johan Zachrisson Winberg. Nominerades till "Årets ekonomijournalist"[4] och Guldspaden[5].
- Reportage om Wallenbergstiftelserna i SVT:s nyhetsprogram och Uppdrag granskning under 2008.[6][7] Ledde till att Jacob Wallenberg var nära att ställa in en planerad medverkan i programmet Rakt på med K-G Bergström när Lagerström skulle delta som utfrågare.[8]
- Statens nya bonuskalas, Uppdrag granskning, 4 mars 2009, med Johan Zachrisson Winberg. Nominerades till Guldspaden.[9]
- Skolfesten och Skolmarknaden, SVT Nyheter, 2013, med Johan Zachrisson Winberg. Reportage om friskolor och riskkapital. Belönades med Guldspaden.[10]
- Reportage om det fria skolvalet, SVT Nyheter, 19 september 2014.[11] Sändes i Rapport innan statsministerduellen för det stundande riksdagsvalet, vilket ledde till protester från Moderaternas presstab.[12]